# Стивен Макхати
Стивен Макхати Смит (енгл. Stephen McHattie Smith; Антигониш, 3. фебруар 1947), канадски је глумац. Од почетка своје професионалне каријере 1970. године, сакупио је преко 200 филмских и телевизијских остварења.
Дипломирао је на Америчкој академији драмских уметности. Појавио се у бројним филмовима и ТВ серијама, укључујући Звездане стазе: Дубоки свемир 9, Звездане стазе: Ентерпрајз, Горштак и Живот испод мора (1989). Његове улоге укључују још и филмове 300: Битка код Термопила, Насилничка прошлост, Извор живота, Секретарица, Ватрени обрачун и Полицајац са Беверли Хилса 3, поред многих.